# Trigoniulus goesii
Trigoniulus goesii är en mångfotingart som först beskrevs av Carl Oscar von Porat.  Trigoniulus goesii ingår i släktet Trigoniulus och familjen Trigoniulidae. Inga underarter finns listade i Catalogue of Life.